# Andronik Paleolog (syn Manuela II)
Andronik Paleolog, (gr.) Ανδρόνικος Παλαιολόγος (ur. ok. 1400, zm. 4 marca 1428) – despota Tesaloniki w latach 1408-1423, syn cesarza bizantyjskiego Manuela II Paleologa i jego żony Heleny Dragasz.

## Życiorys
Był człowiekiem chorowitym i nerwowym, było to skutkiem choroby, którą przeżył w dzieciństwie. Kiedy miał zaledwie osiem lat jego ojciec uczynił go despotą i w 1402 Andronik otrzymał jako apanaż - Tesalonikę. Od czerwca 1422 miasto było oblegane przez Turków. Andronik zwątpił szybko w możliwość utrzymania miasta. Zdecydował się w 1423 sprzedać je Wenecjanom za obietnicę respektowania autonomii greckich mieszkańców. Następnie rok później został mnichem w klasztorze Pantokratora w Konstantynopolu. Zmarł w 1428 roku. Pozostawił co najmniej dwoje dzieci w tym syna Jana Paleologa. 